# Luchian Cobiliță
Luchian Cobiliță (în ucraineană Лук'ян Кобилиця, transliterat: Lukean Kobîlîțea, în germană Lucian Kobylytzia; n. 1812, satul Plosca, Bucovina, Imperiul Habsburgic, astăzi în raionul Putila din Ucraina - d. 24 octombrie 1851, Gura Humorului) a fost un țăran huțul, care a condus răscoalele țărănești ucrainene din anii 1843-1844 și 1848-1849 din raionul Putila (Bucovina). A îndeplinit o scurtă perioadă funcția de deputat în Parlamentul austriac (1849).

## Viața sa
S-a născut într-o familie țărănească huțulă din satul Plosca din regiunea istorică Bucovina (Imperiul Habsburgic), astăzi în raionul Putila din Ucraina. Era un țăran bogat, având multe vite, cai, oi, albine, miere, etc. În anul 1839 a fost ales ca reprezentant al comunităților țărănești pentru a apăra interesele acestora în fața autorităților.
Scriitorul ucrainean Ivan Franko îl descrie astfel: "Luchian Cobiliță a fost un om de înălțime medie, foarte bine făcut, cu o minte ascuțită și o expresie inteligentă a feței. Cu ochi mari și negri, nas acvilin frumos, barbă și mustață negre, asemănător cu cea a unui nobil spaniol, semăna cu figura lui Cristos, așa cum este, desigur, redată de icoane").
În anul 1843, interzicerea folosirii libere a pădurilor și a pășunilor de către țărani a dus la izbucnirea unei răscoale în 22 sate din raionul Putila. Unul dintre conducătorii revoltei a fost Luchian Cobiliță. Țăranii au ocupat pădurile și pășunile din zona Bucovinei de nord-vest, abandonându-și obligațiile față de stăpânire și expulzând autoritățile guvernamentale. În martie 1844, răscoala a fost înăbușită cu ajutorul forțelor militare austriece, iar 14 capi ai răscoalei, printre care Luchian Cobiliță, Ivan Halitsia și Iosip Byrlou, au fost capturați și închiși.
Pentru a potoli revolta, guvernul austriac a emis la 11 mai 1844 un decret prin care a recunoscut dreptul de a folosi pădurile și pășunile de către țărani, în schimbul plății unor taxe către stăpânul terenurilor respective. Un an mai târziu, creșterea taxelor de către proprietari a dus la formularea unor noi plângeri către autorități, iar Luchian Cobiliță a fost trimis de huțuli la Viena cu o scrisoare către Parlament. Revenit în Bucovina în anul 1846, el s-a întâlnit cu huțulii și a convenit inițierea unor noi proteste. La cererea nobililor, autoritățile din Cernăuți l-au arestat din nou pe Cobiliță și l-au condamnat la mai multe luni în închisoare pentru agitație. A stat în închisoare din vara anului 1847 până în mai 1848.
În iunie 1848, pe fundalul Revoluției din 1848-1849 și a tendinței de acutizare a divergențelor sociale, au avut loc alegerile pentru Parlamentul de la Viena. Din Bucovina au fost aleși opt deputați, printre care s-au aflat patru români (Mihai Bodnar, Miron Ciupercovici, Gheorghe Timiș și Vasile Cârste), trei ucraineni (Luchian Cobiliță, Ioan Dolenciuk și Vasile Morgoci) și un german (Anton Kral).
Luchian Cobiliță a fost ales ca deputat al țăranilor bucovineni în Dieta de la Viena a Imperiului Habsburgic, fiind eliberat astfel din închisoare. În Parlamentul austriac, el a cerut desființarea iobăgiei și împroprietărirea țăranilor cu pământ fără răscumpărare. De asemenea, s-a împotrivit acordării autonomiei politice a Bucovinei față de Galiția (de care fusese lipită în 1786). 
Astfel, la 30 august 1848, patru deputați bucovineni (Vasile Morgoci, Vasile Cârste, Luchian Cobiliță și Ioan Dolenciuk) au adresat țărănimii bucovinene o scrisoare deschisă, „în care i-au acuzat pe parlamentarii proautonomiști de faptul că aceștia merg împotriva aspirațiilor maselor și nu sprijină cauza țărănească, nu susțin revendicarea privitoare la desființarea obligațiilor feudale”. Șase din cei opt deputați ai Bucovinei în Parlamentul de la Viena au votat la 29 august 1848 pentru anularea fără răscumpărare a tuturor obligațiilor țărănești față de proprietarii funciari .
În noiembrie 1848, la Adunarea populară de la Vijnița, Luchian Cobiliță a încurajat țăranii la revoltă, conducând răscoala iobagilor până în vara anului 1849, când țăranii au fost înfrânți de armată.
În aprilie 1850, Luchian Cobiliță a fost arestat în orașul Verhovina din regiunea Ivano-Frankivsk. În urma torturilor pe care le-a suferit în închisoare, el s-a îmbolnăvit grav. A fost trimis în orașul Gura Humorului (acum în România), unde a murit la 24 octombrie 1851. Poetul ucrainean din Bucovina Iuri Fedkovici (1834-1888) a scris un poem intitulat Luchian Cobiliță', în care evocă sub formă de baladă viața lui Cobiliță.